# Choi Jin-ho
Choi Jin-ho (27 mei 1984) is een golfprofessional uit Zuid-Korea. Hij speelt op de Aziatische PGA Tour.
Eind 2011 stond hij in de top-500 van de wereldranglijst, nadat hij tweede was geworden bij het Indonesia Open en derde bij het Thailand Open. Op de Europese Tourschool werd hij zesde bij Stage 1 in Ebreichsdorf met een score van -14. Hij kwalificeerde zich echter in Stage 2 niet voor de Finals. 